# Stan (Tyrannosaurus)

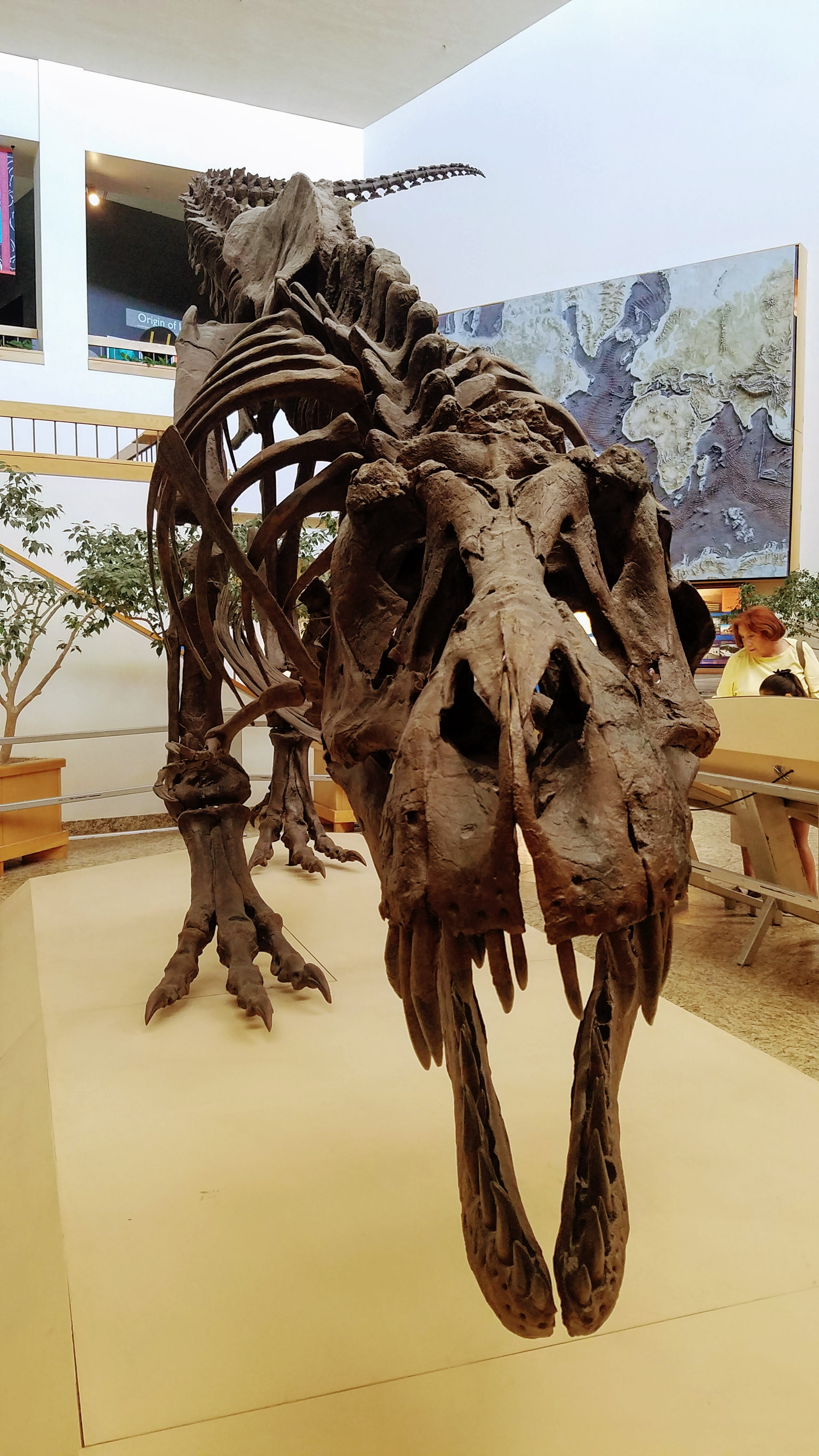
Replika kostry "Stana" v instituci New Mexico Museum of Natural History

Stan je neformální označení pro dobře zachovalý kosterní exemplář velkého teropodního dinosaura druhu Tyrannosaurus rex. V současnosti patří k nejznámějším a nejkompletnějším fosilním exemplářům tohoto populárního dravého dinosaura, ačkoliv není ani největší, ani nejkompletněji zachovaný ze všech téměř šedesáti známých jedinců.
Dalšími známými exempláři tohoto druhu je například "Sue" z Jižní Dakoty (umístěný ve Fieldově muzeu v Chicagu) nebo Trix z Montany (umístěný v holandském Leidenu). Zatímco "Sue" je s hmotností až kolem 9000 kg jeden z největších exemplářů (spolu s jedincem zvaným "Scotty" z kanadské provincie Saskatchewan), "Trix" je nejspíš nejstarším jedincem s odhadovaným věkem přes 30 let.

## Historie

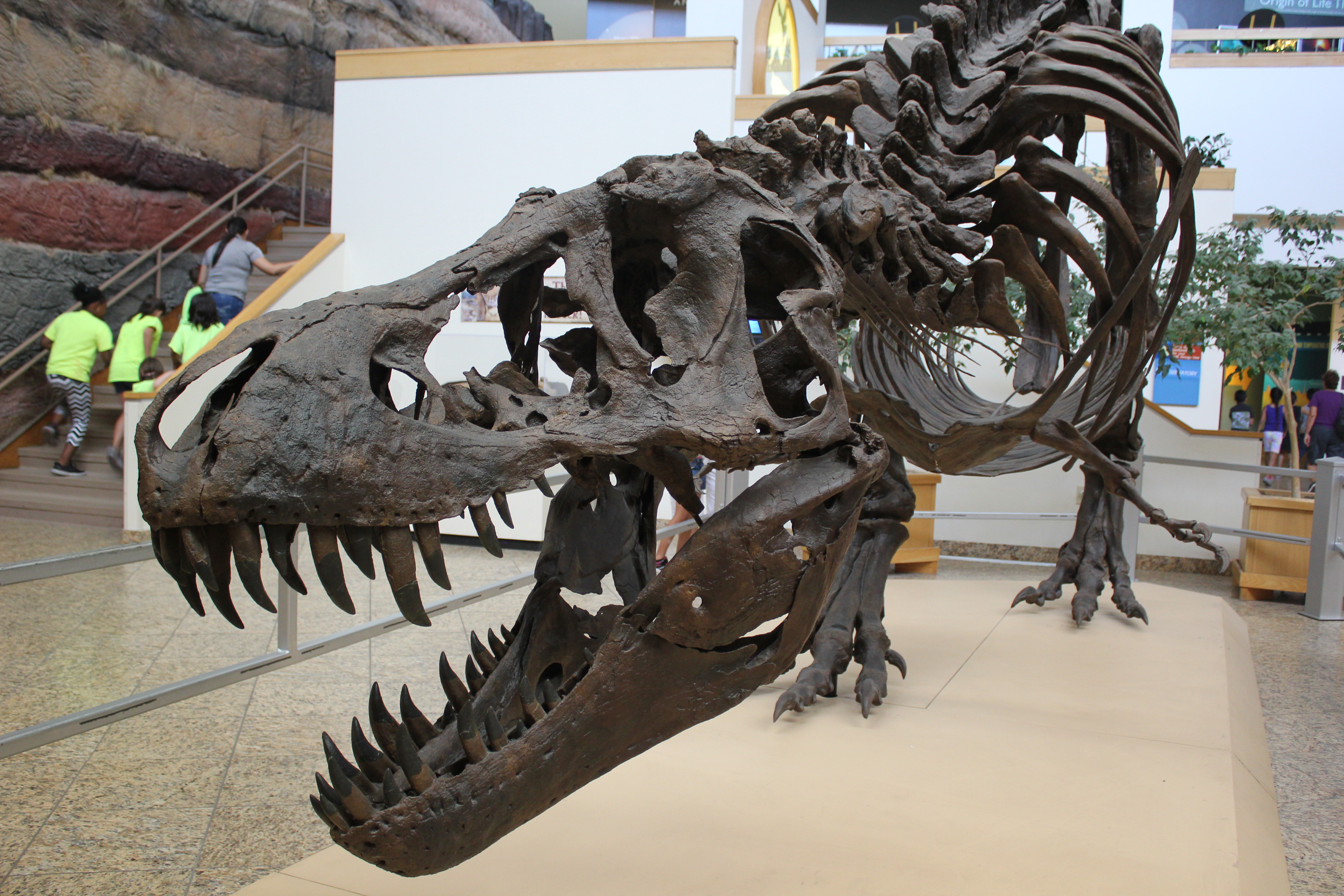
Replika kostry "Stana"

Fosilie "Stana" byly objeveny v roce 1987 nedaleko městečka Buffalo v Jižní Dakotě. Fosilie byly zachovány v sedimentech geologického souvrství Hell Creek a v roce 1992 byly vykopány pod vedením komerčního paleontologa Petera Larsona. Objevitelem fosilie byl amatérský paleontolog Stan Sacrison, který se původně domníval, že objevil fosilie rohatého dinosaura triceratopse. Exemplář dostal katalogové označení BHI 3033 a byl původně umístěn v instituci Black Hills Institute of Geological Research. Dnes je více než šedesát replik kostry "Stana" umístěno v muzeích po celém světě.

## Popis
"Stan" byl dospělý exemplář tyranosaura, podle Larsona se nejspíš jednalo o samce (na základě proporcí pánevních kostí). Jeho délka činila přes 12 metrů, výška v nejvyšším bodě hřbetu přes 3,5 metru a hmotnost dosahovala dle různých odhadů asi 6 až 8 tun. Podle odborné práce z roku 2021 měřil tento exemplář tyranosaura na délku 11,8 metru a zaživa vážil asi 10 211 kilogramů.
Objeveno bylo celkem 199 z asi 350 původních kostí, což činí ze Stana jednoho z nejlépe zachovaných exemplářů druhu Tyrannosaurus rex vůbec. Ještě kompletnější je nicméně větší exemplář "Sue", objevený v Jižní Dakotě roku 1990.

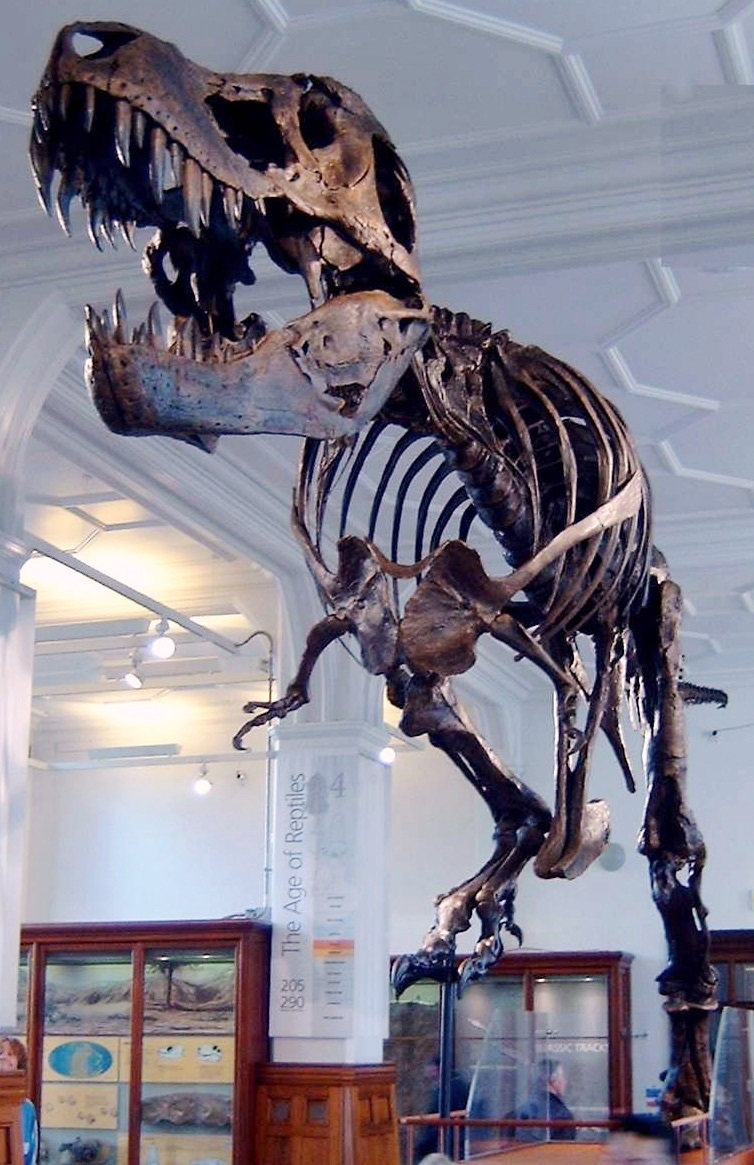
"Stan" v muzeu v britském Manchesteru

## Vydražení
Původní kostra "Stana" byla v říjnu roku 2020 vydražena za rekordních 31,8 milionu dolarů (asi 733 milionů Kč). Vítěz dražby je anonymní, pro vědu i zájem veřejnosti je tato událost velkou nepříjemností. Nebude již k dispozici pro účely vzdělávání ani vědeckého výzkumu, proto mnozí paleontologové tuto událost kritizují.
V březnu 2022 bylo zjištěno, že kostra byla pravděpodobně zakoupena pro nové "dinosauří" muzeum v Abú Dhabí (Spojené arabské emiráty).